# Саят-Нова
Са́ят-Нова́ (арм. Սայաթ-Նովա; груз. საიათ-ნოვა; азерб. Sayat Nova / سایات‌نووا; перс. سایات‌نووا‎), псевдоним Арутю́на Саядя́на (арм. Հարություն Սայադյան; 1712—1795) — армянский поэт и ашуг, мастер любовной лирики.
На протяжении более чем 150 лет жизнь и творчество известного поэта является предметом дискуссий в среде литераторов, языковедов, историков и философов. Тем не менее множество важных обстоятельств и подробностей его жизни до сих пор не до конца выяснены и не изучены. Во многом, это вина самого поэта — великого мастера литературных мистификаций, автора своего неповторимого закодированного языка. Достоверных сведений осталось немного — это случайные факты из песен поэта, страницы рукописных сборников, составленных им и его сыном Оганом, рукописи, переписанные Саят-Новой, письменные грузинские источники, воспоминания современников, которые знали его лично, и пересказы. Поэт писал стихи на нескольких языках — сохранилось 68 его произведений на армянском, 34 — на грузинском и 115 — на азербайджанском («тексты большинства этих стихотворений всё ещё не расшифрованы и не опубликованы на языке оригинала»).

## Биография

### Происхождение
Исследователи указывают разные даты рождения поэта — 1712, 1717, 1722 года. По предположению его первого биографа Геворга Ахвердяна, он родился в 1712 году. Поэт Ованес Туманян указывал 1713 год. Паруйр Севак считал, что наиболее вероятный год его рождения — 1722. По доказательным исследованиям редактора-составителя его стихов Генрика Бахчиняна, 4 июля 1722 года считается окончательно доказанной датой рождения Саят-Новы.
Саят-Нова родился в бедной ремесленнической семье, при крещении получил имя Арутюн Саядян (на тифлисском диалекте армянского языка — Арутин). Его отец, Махтеси Карапет Саадян в молодые годы жил в Алеппо, а мать — Сара, родом из Санаина (село на севере Армении, известно своим средневековым монастырем), жила в армянском квартале Тифлиса — Авлабаре, тогдашней армянской окраине города. Там же жила потом семья родителей поэта. Отец был глубоко верующим человеком: приставка Махтеси к его имени означала, что он совершил паломничество в Иерусалим.
Единого мнения о месте рождения поэта нет, но считается, что Саят-Нова родился и вырос в Тифлисе. Об этом же он сам пишет в своей азербайджанской песне:

«Где ж родился Саят? Сказал тот — Хамадан, 
 Этот — Инд. Нет, отец мой из дальних был стран: 
 Жил в Алеппо; а мать — авлабарка; мне дан 
 Свет в Тбилиси — свою в нём нашёл я судьбу».
(перевод К. Липскерова).
Со временем стали известны свидетельства грузинского царевича, члена Российской академии наук, Теймураза Багратиони (1782—1846): Саят-Нова «был родом из Санаина — села удельного имения царевича Георгия, из армян, проживавших в Грузии». Со слов Теймураза, будущий поэт был крепостным отца Теймураза, Георгия (позднее — грузинского царя Георгия XII). По мнению М. Асратяна, будущий поэт действительно мог родиться в Санаине, откуда, вероятно, происходила его мать, крепостная царевича Георгия. Однако «как личность, как деятель, как певец при грузинском дворе, Саят-Нова с полным правом должен был считать себя тбилисцем, независимо от того, родился он в Тбилиси или же в Санаине».
В одной из своих песен на азербайджанском грузинской графикой Саят-Нова пишет:

Саят-Нова в вере тверд, он армянин…

### Детство и юность
С детства мальчик проявлял необычайные способности и тягу к музыке и стихосложению. В детстве он начал писать свои первые стихи, учился играть на восточных музыкальных инструментах (особенно на кеманче), сочинял песни на собственные стихи. В авторском примечании к армянской песне «Красавица, певца Шахатаи ты унижать не станешь…» он пишет:

«Я, сын махтеси Арутин, сызмальства до 30-ти лет занят был всякими песнями, а споспешествованием святого Карапета научился играть на каманче, чонгури и амбуре».

Исследователями по-разному толкуется значение, используемого Саят-Новой, слова «Шахатаи» — то как древнеперсидская мелодия, то как символ высшего духа или божества. По мнению некоторых исследователей, возможна этимологическая связь этого слова с именем шаха Хатаи, основоположника династии Сефевидов, которого ашуги XVII—XVIII вв. обожествляли как покровителя ашугской поэзии.
Существуют различные, иногда противоречащие мнения по поводу степени грамотности и образования поэта. Однако эти мнения не подкреплены фактами. Не сохранилось каких либо свидетельств по поводу образования Саят-Новы. Единственным основанием для исследований служит рукописный сборник стихов. Орфографические и грамматические ошибки, которые исследователи находили в нём, говорят о том, что, скорее всего, он не получил систематического школьного образования (Г. Асатур, П. Севак). По другой версии, считается, что начальное образование он получил в раннем детстве в какой-либо армянской или грузинской монастырской школе. Саят-Нова владел закавказскими языками — армянским, грузинским, азербайджанским, их диалектами, а также фарси, и белуджским.
Также он владел и турецким языком
Однако его одарённость не сулила заработков, их семья жила бедно, и Арутюна ещё в детстве отдали учиться ремеслу ткача. По мнению Геворга Ахвердяна, и в этом проявилась гениальность Саят-Нова. Он изобрёл портативный ткацкий станок, благодаря которому получил возможность заниматься ремеслом дома. В то время ткачи работали на улице — громоздкие станки занимали много места. В дальнейшем, на протяжении всей своей жизни в миру, он кормил семью именно ткачеством.

### Ашуг
Геворг Ахвердян считал, что, как и многие ремесленники-ашуги, Арутюн стал интересоваться песнями уже в годы обучения ткацкому ремеслу.
Саят-Нова оставил ткацкое ремесло и стал ашугом, несмотря на то, что заработок у представителей этой профессии был очень нестабильным. Всё больше времени он посвящал народному просвещению, как певец-поэт. В стихотворной форме на трёх языках он воспевал начала жизненной мудрости, морали, осуждал распущенность и спесивость «сильных мира сего», осуждал социальную несправедливость, однако главная тема его поэзии — любовь. Интересно то, что его песни на разных языках ни смыслом, ни формой никогда не повторяли, а лишь дополняли друг друга. Для творчества Саят-Новы характерны самобытность музыкального языка, синтез армянского мелоса с ритмическими элементами музыкальных традиции других народов Востока. Творчество Саят-Новы было тесно связано со средневековой азербайджанской ашугской поэзией.
«Я — Саят-Нова!» — так он назвал сам себя. Значение этого имени стало поводом для споров, исследователями было предложено множество вариантов: «Знаменитый охотник», «Новый учитель», «Царь песнопений», «Владыка музыки», «Похититель сердец песней», «Ловец мелодий». Все они были отвергнуты, и наиболее верным и приемлемым стала считаться этимология «Внук Саяда» или «Саядян». Однако народ и сейчас называет Саят-Нову «Царь песнопений».
Саят-Нова, по единодушным свидетельствам современников, был несравненным музыкантом и певцом с чарующим голосом. По мнению поэта Паруйра Севака, который получил сразу докторскую степень за кандидатскую диссертацию «Саят-Нова», его талантов хватило бы на шестерых — композитора, музыканта, певца и трёх поэтов.
В дошедшем до нас Давтаре (рукописном сборнике стихов) поэта самая ранняя его песня «Дитя океана! Мой перл! Для тебя…» на азербайджанском языке и датирована 1742 годом. К ней сделана приписка: «Эту гафию сочинил Арутин, кто её выучит, тому будет отпущение грехов. Аминь. 1 июня 430 г. по хроникону». А самая первая песня, написанная по-армянски «Как соловей, томилась ты…» 1752 года.
Уровень мастерства ашуга выявлялся на соревнованиях. Соревновательным инструментом ашуга была эрудиция, загадки и языковые каверзы. Победой считалось нанести удар своему конкуренту каверзным вопросом в людном месте. Саят-Нова был мастером словесной эквилибристики. Существует предание, будто один чужеземный ашуг спросил поэта по-азербайджански, знает ли он такого известного ашуга — Саят-Нову, с которым он приехал соревноваться. Саят-Нова ответил ему на том же языке: «Не знаю, не видел, не знаком» («Бильманам, горманам, танманам»). Те слова с другим ударением означали совсем иное: «Знай, это я; посмотри, это я; узнай, это я». Но чужеземец не понял ответа и сказал: «Я не верю твоим ответам, ибо все его знают и прославляют». Тогда Саят-Нова отвечает: «Инан-манам» («Верь, это я»). Постигнув смысл, догадавшись, что перед ним Саят-Нова, соперник пристыженный, убрался восвояси.
Мастер-ашуг, каким, безусловно, был Саят-Нова, использовал при записи своих произведений все известные ему азбуки. В вопросах терминов он позволял себе вольности, которые были понятны современникам Саят-Новы, но стали загадкой для потомков, так как были выдуманы самим мастером.

### Придворный певец
В правление царя Ираклия II Саят-Нова был крепостным у царевича Георгия и входил в его свиту. Существует версии знакомства поэта и царя. По одной из них, Саят-Нову выкрали дагестанцы во время набега на Тифлис, а Ираклий II смог его выкупить в Турции, на традиционном работорговом рынке, или же по пути туда. Тогда Саят-Нова либо был уже известным ашугом, либо Ираклий II стал первым, кто оценил его талант надлежащим образом и ввёл в свой двор. По другой версии, Саят-Нова мог участвовать в восточном походе Надир-шаха в свите Ираклия II, так как в стихах поэт говорит про Афганистан и Белуджистан как очевидец. Существует также предание, согласно которому грузинский царь призвал музыкантов в меджлис на состязание. Был приглашён и Саят-Нова.
После знакомства Царь пригласил Саят-Нову к себе придворным поэтом и сазандаром. Именно с него началась традиция грузинского ашугства, так как до этого времени при дворе было принято петь на фарси — наиболее распространённом языке персидской ашугской школы.
Поначалу царь Ираклий был очень доброжелателен и благосклонен с Саят-Новой. Сам ашуг рассказывал, что перед ним не только были открыты все двери, его не только приглашали ради острословия, он также принимал участие в мирских делах. В каких точно — доподлинно не известно, хотя есть сведения, что Ираклий II отправлял его в Турцию с дипломатической миссией. По свидетельствам известного литературоведа 2-й половины XIX и 1-й четверти XX столетия Мтацминдели (литературный псевдоним Захария Чичинадзе), царь оставил без внимания жалобу князей на едкий стих Саят-Новы про крепостничество и их просьбу запретить ему писать.
Но несмотря на ум и талант поэта, на благосклонное отношение царя, его жизнь не была беззаботной. Завистливые и напыщенные придворные, бездарные поэты, часто из знатных родов, высмеивали происхождение простолюдина, старались принизить, оговорить его, лишь бы только избавиться от талантливого, но дерзкого крепостного. Слово было его ремеслом, и спровоцировать его на соответствующую реакцию едкой сатирой было очень легко. В конце концов из-за столкновения со знатью Саят-Нова был изгнан из царского дворца.
Также, изгнание поэта связывают с любовью к сестре Ираклия II царевне Анне (Г. Асатур, П. Севак, Г. Бахчинян). Будто бы об этом свидетельствует обилие любовной лирики, которая, как считается, воспевает любовь поэта именно к этой женщине (сам поэт указывает на неё в поэзии). Но свидетельств современников нет, потому как никто из них не знал об этом романе. Эта версия кажется некоторым учёным сомнительной, похожей на месть простолюдина аристократу. Но Саят-Нова, будучи человеком высоконравственным, едва ли мог отблагодарить своего покровителя недостойным и пренебрежительным для Востока поведением. По другой версии (А. Асланян), этой женщиной была дочь Ираклия II. Существует версия, что ею была некая армянка-католичка Талита. Но в любом случае, кем бы ни была эта таинственная женщина, большинство исследователей склоняются к тому, что трагическая любовь наложила отпечаток на его судьбу.
Версия об изгнании ашуга только из-за любви к женщине не всём учёным кажется правдивой, ведь через 2-3 года Ираклий ІІ снова вернул его ко двору. Скорее всего, эта история стала известна царю через годы и, возможно, стала главной причиной окончательного отдаления Саят-Новы от двора и последующих преследований. После изгнания душевные мучения поэта усиливаются, он драматически переживает разлуку с любимой.

### Годы в монастыре и смерть
В отношениях между придворными и Саят-Новой, беспощадно критиковавшем их, ничего не изменилось и после возвращения ашуга к двору. Но в этот раз Ираклий II, попавшись на крючок интриг, не дал поэту даже оправдаться и окончательно изгнал его. Враги Саят-Новы добились большего — они убедили Ираклия силой постричь поэта в монахи. Его выслали в армянскую церковь Анзали, в персидской провинции Гилян, где он принял духовное имя Степанос.
Спустя некоторое время Саят-Нове позволили вернуться в Грузию. Он продолжил службу в храме святого Карапета приходским священником в посёлке Закаталы. Но его несчастья не закончились. В 1768 году умерла любимая жена Мармар Шахвердян, подарившая ему двух сыновей, Огана и Меликсета, и дочерей — Сару и Мариам. Ему был пожалован сан вардапета (учёного монаха), но в том же году он был выслан в Ахпатский монастырь в Лори, в северную Армению. Согласно другой версии, поэт сам отказался от светской жизни и постригся в монахи после траурных дней.
Несмотря на строгие правила монашеской жизни Саят-Нова продолжил свою творческую деятельность. Не прекратил он и контактов с внешним миром и своими слушателями, продолжая соревноваться в ашугском мастерстве.
В сентябре 1795 года, узнав о наступлении персидского шаха Ага Мохаммед Шаха Каджара на Грузию и его приближение к Тифлису, Саят-Нова спешно отправился из монастыря в столицу, где находились его дети, и успел отправить их на Северный Кавказ, в Моздок. Сам он остался в Тифлисе. Персидские войска ворвались в город, грабя и убивая жителей. Вместе со многими другими христианами Саят-Нова искал приют в церкви святого Геворга под Мец Бердо. Солдаты Ага-Мохаммед Шаха застали его там во время молитвы, когда по легендам потребовали выйти из церкви и отречься от своей веры. Но Саят-Нова отказался и погиб под ударами персидских сабель. Согласно другой версии поэт был убит не в Тифлисе, а в монастыре Ахпата.

## Поэтическое и музыкальное наследие
Большинство поэм и песен Саят-Новы созданы при грузинском дворе. Бо́льшая часть сохранившихся его песен написаны на азербайджанском языке. П. Коу объясняет это тем, что для заработка поэт много гастролировал по региону, где азербайджанский-тюркский был языком межнационального общения. Насчитывается 128 азербайджанских, 63 армянских, 35 грузинских, 6 персидских, 2 макаронических (на армянском и азербайджанском) стихотворения автора. Кроме того есть поэма где четверостишия на азербайджанском переплетаются с четверостишиями на армянском, персидском и грузинском. Несмотря на то что азербайджанских поэм на 20 % больше чем остальных вместе взятых, они остаются наименее изученными. Азербайджанский литературовед Г. Араслы издал сборник 40 стихов Саят-Нова. В любом случае, начало 1758 года кажется было временем лихорадочной активности Саята-Нова на азербайджанском. Хотя нельзя быть уверенным, но так как азербайджанский был лингва-франка для Кавказа и хорошо понимаем при грузинском дворе, возможно, что Саят-Нова публично исполнял свои песни на этом языке, как в Тифлисе и Телави, так и вне этих городов. Известно, что большая часть ашугов Закавказья сочиняла свои песни на азербайджанском языке, который был также понятен значительной части восточных армян. Следуя этой традиции и Саят-Нова начал сочинять свои песни на азербайджанском, а затем перешёл на армянский и грузинский.
Творчество Саят-Новы открыл почитатель армянской литературы и собиратель народных песен Геворг Ахвердян (Ю. А. Ахвердов, 1818—1861), издавший первый сборник его стихов в Москве в 1852 году. Позднее были изданы «Избранные стихотворения» (Тифлис, 1914) и «Полное собрание стихов» на армянском языке (Ереван, 1932).
Из всего литературного наследия в письменном виде сохранился лишь Давтар («Тетрадь»); к нему добавляют записи, сделанные сыном Оганом (Иваном Сеидовим) по заказу грузинского царевича Теймураза (1782—1846), который лично знал Саят-Нову. По данным исследователей, до потомков дошли 230 произведений Саят-Новы (60 — на армянским языке, 34 — на грузинском, 115 — азербайджанском; по данным Е. Мартиросяна 1937 года).
Творчество Саят-Новы исследовали Геворг Ахвердян, Яков Полонский, Геворк Асатур, Валерий Брюсов, Ованес Туманян, Иосиф Гришашвили, Морус Асратян, Георгий Леонидзе, Корнелий Кекелидзе, Александр Барамидзе, Леон Меликсет-Бек, Гарегин Левонян, Никол Агбалян, Месроп Джанашян, Рубен Абраамян, Геворк Абов, Мирали Сейидов, Гамид Араслы, Акпер Ереванлы, Арам Ганаланян, Грайр Мурадян, Паруйр Мурадян, Сурен Арутюнян, Хорен Саркисян, Паруйр Севак, Генрик Бахчинян, Захар Башинджагян, Ваче Налбандян, Георгий Шакулашвили, Сурен Гайсарьян, Арам Мерангулян, Норайр Мнацаканян и др.
В 2005 году грузинский поэт и переводчик Зезва Медулашвили издал стихи Саят-Новы на армянском, грузинском и несколько на азербайджанском, вдобавок перевел на грузинский язык стихотворения, написанные на армянском и азербайджанском языках.
Центральное место в творчестве Саят-Новы занимала социальная и любовная лирика. Она сыграла большую роль в развитии поэтики армянского стиха. Поэт и переводчик Валерий Брюсов отмечал, что его произведения «исполнены ассонансов, аллитераций, повторных и внутренних рифм, он один из высших мастеров „звукописи“, каких знала мировая поэзия». В своё время стихи Саят-Новы на русский язык переводили Валерий Брюсов, Михаил Лозинский, Арсений Тарковский, Сергей Шервинский, Константин Липскеров, Юрий Верховский и другие.
Музыка сохранилась благодаря известному композитору и музыковеду Мушегу Агаяну (1888—1966) и певцу Шаре Тальяну, которые собирали по сёлам его песни. Конечно, переходя от певца к певцу, песни Саят-Новы претерпели изменения, но в них сохранилась его сложная музыкальная стилистика, которая не только не упростилась в результате народных исполнений, но иногда даже стала ещё сложнее.

## Память о поэте
В память о великом поэте, традиционный праздник «Вардатон» (с армянского — праздник роз), который ежегодно проводится в мае, в Тбилиси отмечают у могилы Саят-Новы во дворе армянской церкви Сурб Геворг. Начало этой традиции было положено в 1914 году поэтом Ованесом Туманяном и художником Геворком Башинджагяном (1857—1925). Почитатели творчества Саят-Новы приходят к его могиле с ярко-красными розами на груди. Это праздник высокой поэзии и волшебной музыки. Многие годы на нём выступает наистарейший народный ансамбль «Саят-Нова», возглавляемый народным артистом Грузии Мукучем Казаряном.
В 1851 году Я. Полонский создал стихотворение-стилизацию «Много песков поглощают моря…» как бы из образа армянского певца-поэта и озаглавил его «Саят-Нова».
В 1956 году азербайджанский поэт Мамед Рагим написал поэму «Саят-Нова», в которой воспроизвёл последние события жизни Саят-Новы и его трагическую гибель.
В 1960 году на Армянском телевидении вышла музыкальная мелодрама Г. Мурадяна и К. Арзуманяна «Саят-Нова» с Бабкеном Нерсесяном в главной роли и исполнением песен Саят Новы Норайром Мнацаканяном.

В 1963 году в Ереване появился проспект Саят-Новы. В этом же году был установлен памятник поэту (ск. А. Арутюнян, арх. Э. Сарапян). На камне высечены слова ашуга: С. Параджанова, посвящённого Саят-Нове|202x202пкс]]
«Не всем мой ключ гремучий пить: особый вкус ручьев моих! Не всем мои писанья чтить: особый смысл у слов моих!»

В 1963 году композитор Григор Ахинян написал на стихи Егише Чаренца, Ованеса Шираза и Ованеса Туманяна кантату «Саят-Нова».
По решению Всемирного Совета Мира, в 1963 году юбилей Саят-Новы широко отмечали во многих странах мира. Тогда же первый биограф поэта Паруйр Севак вместе с режиссёром Гургеном Баласаняном снял фильм-хронику «Саят-Нова» о праздновании 250-летнего юбилея поэта.
В 1964 году народный художник Эдуард Исабекян создал картину «Саят-Нова».
В 1967—1968 годах кинорежиссёр Сергей Параджанов сотворил свой шедевр — фильм «Саят-Нова», вышедший на экраны лишь в 1970-м году со значительными купюрами. Переделанный, по требованию чиновников Госкино СССР, режиссёром Сергем Юткевичем, он стал называться «Цвет граната». Фильм посвящён жизни и духовному миру поэта. В 2006 году режиссёр Левон Григорян снял документальный фильм «Воспоминания о Саят-Нове». В нём представлены уникальные негативы оригинальных кадров, вырезанных из фильма Параджанова, которые чудом сохранились. Фильм демонстрировался на кинофестивалях «Золотой абрикос» (Ереван), «Владикавказ-2006» и Romacinemafest (октябрь 2006 г.).
Песни Саят-Новы в советские времена исполнял гусанский ансамбль песни и танца им. Саят-Новы под руководством Вагаршака Саакяна, а также такие известные солисты как Шара Талян, Араксия Гюльзадян, Норайр Мнацаканян, Офелия Амбарцумян. Сейчас их исполняют известные музыканты и певцы — Дживан Гаспарян, Рубен Матевосян, Сергей Геворгян, Сейран Мурадян, Грант Айрапетян, Татевик Оганесян, Шарль и Седа Азнавуры и другие.
В 1969 году армянский композитор Александр Арутюнян создал оперу «Саят-Нова» (в 1969 году поставлена на сцене Армянского академического театра оперы и балета, в 1973 году — на сцене Азербайджанского театра оперы и балета).
Именем Саят-Новы названы кратер на Меркурии, посёлки, улицы в Ереване, Тбилиси и Батуми, школы, творческие коллективы. В 1986-м году, в Бостоне (США) был создан танцевальный коллектив «Саят-Нова» (The Sayat Nova Dance Company of Boston — SNDC). В честь поэта проводятся фестивали ашугского искусства и песенные конкурсы.
- Памятник Саят-Нове в Ереване
- Памятник в Гюмри
- Музыкальная школа имени Саят Новы в Ереване
- Памятник Саят-Нове в Тбилиси

## Комментарии
1. ↑  Сам Саят-Нова называл язык турецким (арм. թուրքերեն); аналогичное определение давал и армянский писатель Ованес Туманян. Некоторые источники называют язык тюркским.

## Издания сочинений
- Стихотворения, изд. Г. Ахвердова, Москва, 1852. (арм.)
- Избранные стихотворения, сост. Г. Ахвердян, изд. Кавказское общество армянских писателей, Тифлис, 1914. (арм.)
- Поэзия Армении, под ред. В. Брюсова, Москва, 1916.
- Шарти, Армянские поэты, Саратов, 1916.
- Стихотворения, под редакцией и с предисловием И. Гришашвили, Тифлис, 1918. (груз.)
- Полное собрание стихотворений. Эривань: Гиз ССР Армении, 1932. (арм.)
- Саят-Нова, Стихи, составитель Г. Араслы, Баку: Азернешр, 1963. (азерб.)
- Саят-Нова, Стихотворения, 144 стихотв. в переводах В. Брюсова, М. Лозинского, А. Тарковского, С. Шервинского и др. с пред. В. С. Налбандяна и примеч. Г. А. Татосяна, Ленинград, 1982. (Библиотека поэта: Большая серия).
- Саят-Нова, Песни (полное собрание), под ред. Г. Бахчинян, Издательство Ереванского Государственного Университета, Ереван, 1987. (арм.)
- Саят-Нова, Слушай меня, сост. Т. Ахмедов, ред. М. Сейидов, Баку: Язычы, 1988. (азерб.)